# Chiesa di San Carlo Borromeo (Bastia)
La chiesa di San Carlo Borromeo è un edificio di culto cattolico della città di Bastia in Corsica.

## Storia
In origine la chiesa era dedicata a sant'Ignazio di Loyola. Venne eretta dai gesuiti a partire dal 1612 e venne completata nel 1635.
In seguito all'espulsione dell'ordine dei gesuiti, avvenuta nel 1769, la chiesa venne affidata alla confraternita di San Carlo e cambiò il nome nell'attuale.
La chiesa è iscritta nell'inventario dei monumenti storici dal 2007.

## Descrizione
La facciata, barocca, è modellata su quella della chiesa del Gesù di Roma e presenta due livelli scanditi da pilastri. Il piano superiore è più stretto, con un frontone triangolare fiancheggiato da due grandi volute.
A lato dell'ingresso figurano due statue, una destra e una a sinistra, ritraenti san Francesco Saverio e sant'Ignazio di Loyola.